# 自己位相変調
自己位相変調（SPM;Self Phase Moduration）は非線形光学現象の一つ。光パルスのスペクトルの広がりを引き起こす現象。自己位相変調が異常分散ファイバの中で生じると却ってパルス幅が短くなるが、これは群速度分散と正反対の効果にあたる。
自己位相変調によりスペクトルが広げられた光パルスはフーリエ変換により時間幅が短くなり、伝播と共にパルスが細く長くなる。

## 原理
単峰形の光パルスの伝播を考える。非線形屈折率効果により、パルスのピークの部分と裾の部分で屈折率がことなり、位相の進み具合が異なる。パルス自身の強度に比例した位相変化が生じるので、この現象を自己位相変調と呼ぶ。位相を時間微分したものが周波数なので、自己位相変調により周波数が変化するといえる。
パルスが透過する媒質の非線形屈折率が正の場合、パルスの前半で位相が遅れるから、周波数はレッドシフトする。パルスの後半では周波数はブルーシフトする。このように、一つのパルスの中で周波数が変化する現象をチャーピング、もしくはチャープすると呼び、物質の非線形屈折率が正の場合は正のチャープが生じたという。

## 用途
主に超短パルスを生み出したり光パルスの波形を整える際に使われる。
光ファイバーのコアの直径（モードフィールド径（MFD;Mode Field Diameter）と呼ばれる量で表される）は非常に小さい。これは断面積あたりの光エネルギーを大きくするため。光ファイバー中のパルスのように長距離にあたる伝播では、断面積あたりの光エネルギーが大きくなるため、自己位相変調などの非線形効果が無視できない。